# Eumetazoa
Eumetazoa = Epitheliozoa = Histozoa (praví mnohobuněční živočichové) je velká skupina živočichů, která vznikla odštěpením houbovců (Porifera).
Několik nových fylogenetických studií však zpochybňuje Eumetazoa jako přirozenou skupinu. Jako bazální živočišný kmen se v současné době jeví žebernatky (Ctenophora), až poté se odvětvují houbovci. Sesterská skupina houbovců, tj. všichni ostatní živočichové, je dnes označována jako Parahoxozoa.

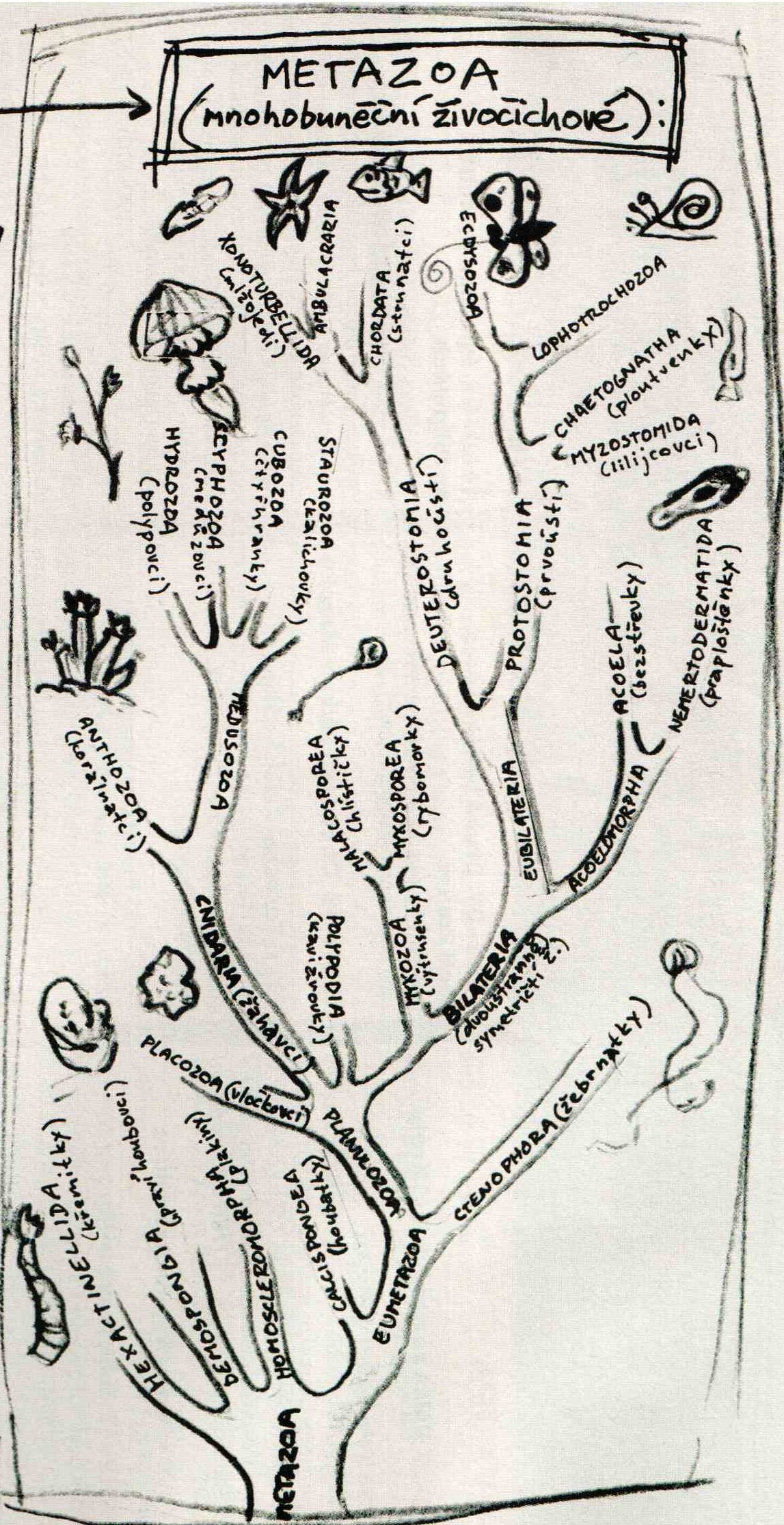
Fylogeneze mnohobuněčných živočichů.

## Podskupiny
- žebernatky (Ctenophora)
- Planulozoa
  - vločkovci (Placozoa)
  - žahavci (Cnidaria)
  - výtrusenky (Myxozoa)
  - trojlistí (Triblastica = Bilateria)